# NGC 3845
NGC 3845 este o galaxie lenticulară din constelația Leul, descoperită de către John Herschel pe 17 martie 1831.